# Sosso maïs
 (mai 2011).
Pour les articles homonymes, voir Maïs (homonymie).
Le sosso maïs est un plat de la cuisine réunionnaise constituant en une bouillie de farine de maïs. Il est généralement servi chaud dans une assiette creuse.